# Hyptis nepetifolia
Hyptis nepetifolia là một loài thực vật có hoa trong họ Hoa môi. Loài này được R. Br. mô tả khoa học đầu tiên.